# Hermenegildo Capelo
Hermenegildo Carlos de Brito Capelo GCTE • GCA • GCSE (Palmela, 4 de febrero de 1841-Lisboa, 4 de mayo de 1917), oficial de la Marina portuguesa y explorador del continente africano durante el último cuarto del siglo XIX. Participó con Roberto Ivens en la célebre travesía entre Angola y la costa del océano Índico.

## Biografía

### Primeros años
Hermenegildo Carlos de Brito Capelo nació en Castelo de Palmela, donde su padre, el mayor Félix Antonio Gomes Capelo, era gobernador. Era el menor de seis hermanos, tres de los cuales también se distinguieron: Félix António de Brito Capelo, biólogo (1828-1879); João Carlos de Brito Capelo, vicealmirante de la Armada e ingeniero hidrográfico (1831-1891) y Guilherme Augusto de Brito Capelo, vicealmirante de la Armada y científico (1839- 1926).
Se alistó en la Armada en 1855, terminando el curso cuatro años más tarde. En 1860 se embarcó como guardiamarina para Angola a bordo de la corbeta D. Estefânia, al mando del príncipe D. Luís, más tarde rey, permaneciendo durante tres años en la estación naval de África Occidental. En 1863 regresó a Lisboa y el siguiente año fue ascendido a subteniente. 
En 1864 volvió a África, de donde regresó en 1866 para volver inmediatamente después a Angola, donde permaneció hasta 1869. Ese año fue a Mozambique, volviendo a Lisboa en 1870 para luego partir en dirección a Cabo Verde. En 1871 se integró en una expedición enviada a Guinea y en 1872 fue enviado a China, de donde volvió a Lisboa en 1876.

## Viajes de exploración

### Portugal y la exploración de África
En 1875, Luciano Cordeiro fundó la Sociedad de Geografía de Lisboa, reuniendo a su alrededor una élite intelectual, civil y militar. Aunque sus acciones no fueron dirigidas exclusivamente al continente africano, en los primeros años de su existencia creó la «Comisión Nacional Portuguesa de Exploración y Civilización de África» (Comissão Nacional Portuguesa de Exploração e Civilização da África), más conocida como «Comisión de África» (Comissão de África), que asumió la función de despertar el interés de la opinión pública por las cuestiones de Ultramar y que preparó las primeras grandes expediciones de exploración científico-geográfica, contribuyendo así a la definición de una política colonial portuguesa en África. Estas expediciones tenían la intención de hacer el reconocimiento del río Kwango y sus relaciones con el río Zaire, y también comparar la cuenca de este río con la del Zambeze, concluyendo así la carta del África centro-austral, el famoso mapa rosado. 
A pesar de su papel clave en la defensa de la posición portuguesa en África, frente al movimiento expansionista europeo, la Sociedad de Geografía de Lisboa surgió tardíamente, en lo que respecta a la creación de sociedades homólogas en otros países europeos. Estas expediciones se integraban en un contexto político marcado por un fuerte brote expansionista europeo en los dominios del continente africano, anticipándose a la histórica Conferencia de Berlín, celebrada en 1885. Aparecieron exploradores de todas las grandes potencias europeas, lanzados en una verdadera rivalidad por la prospección de territorios, lo que obligó a Portugal a revisar urgentemente su política colonial y hacer efectiva su presencia en esos lugares. Las pretensiones portuguesas de ocupación del espacio entre Angola y Mozambique chocaron con las pretensiones inglesas, que se materializaron en la consecuente reclamación de esa zona para el Imperio Británico mediante el ultimátum británico de 1890 a Portugal.

### Primer viaje: de Benguela a las Tierras de Iaca
Objetivo

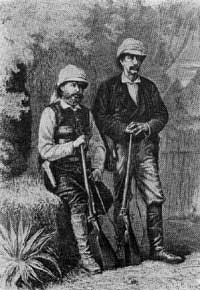
Roberto Ivens (de pie) con Hermenegildo Capelo en Iaca

Brito Capelo, durante su estancia en Angola, hizo el reconocimiento científico de aquella zona, lo que le hizo ser elegido por Decreto de 11 de mayo de 1877 para dirigir una expedición científica al África Central. También formaban parte de esta expedición el oficial de la marina Roberto Ivens y el mayor del ejército Serpa Pinto. De acuerdo con el decreto, fueron nombrados «para componer y dirigir la expedición que ha de explorar, en interés de la ciencia y la civilización, los territorios que se encuentran entre las provincias de Angola y Mozambique, y estudiar las relaciones entre las cuencas del Zaire y del Zambezi, según las instrucciones que recibieren autorizadas por mi gobierno». Bajo los auspicios de la Sociedad Geográfica, esta expedición tenía por fin «(...) el estudio del río Cuango en sus relaciones con el Zaire y con los territorios portugueses de la costa occidental, así como de toda la región que comprende al sur y al sureste de los orígenes de los ríos Zambeze y Cunene y se prolonga al norte, hasta entrar en las cuencas de los ríos Kwanza y Kwango...».
Este objetivo constituía una victoria de José Júlio Rodrigues sobre Luciano Cordeiro ya que este último había luchado por una travesía de costa a costa, a través de la región de los Grandes Lagos de África central.
Viaje
El 7 de julio de 1877 Brito Capelo, Roberto Ivens y Serpa Pinto comenzaron la expedición. Hecho el trayecto Benguela-Bié, las divergencias entre Serpa Pinto y Brito Capelo llevan a la expedición a dividirse, ya que Serpa Pinto, por su propia iniciativa, trataba de lograr la travesía hasta Mozambique. De hecho Luciano Cordeiro, que jamás se había conformado con el hecho de que la expedición no fuera de costa a costa, llegó a encontrar a Serpa Pinto como un hermano que compartía el mismo sueño, ya que Serpa Pinto soñaba desde hacía mucho tiempo con una empresa grandiosa en África. Desde el comienzo del viaje Serpa Pinto intentó desviar los objetivos de la expedición. Capelo e Ivens rechazaron lo que consideraban como «los desvaríos de Serpa Pinto» y le acusaron de falsario y participan en la separación. Serpa Pinto no logró alcanzar su objetivo, ya que no pudo, como era su intención declarada, llegar a cualquier lugar de la costa de Mozambique. Llegó, sin embargo, a Pretoria, y, posteriormente, hasta Durban.
Brito Capelo y Roberto Ivens permanecieron fieles al proyecto original concentrando su atención en la misión para la que habían sido nombrados, es decir, en las relaciones entre las cuencas del Zaire y del Zambeze. Más tarde explicaron que no tenían «el derecho a divagar en los sertões, por donde quisieramos, dirigiendo nuestro itinerario al este o al norte». Recorrieron las regiones de Benguela hasta la tierra de Iaca, después de haber delimitado los cursos de los ríos Cubango, Luando y Tohicapa.
El 1 de marzo de 1880, Lisboa recibió triunfalmente a Brito Capelo y Roberto Ivens, siendo el éxito de la expedición perpetuado en el libro De Benguela às Terras de Iaca.

### Segundo viaje: de Angola a la Contra-Costa
Después de dar cuenta de la importante ruta entre el Bié y el Zambeze, y superadas las cataratas Victoria, Capelo e Ivens fueron animados a continuar con sus expediciones.
Objetivo
Dada la necesidad de crear un atlas general de las colonias portuguesas, Manuel Joaquim Pinheiro Chagas, por entonces ministro de Marina y de Ultramar, creó por decreto del 19 de abril de 1883 la Comisión de Cartografía, para la que designó como miembros a los dos exploradores. Por otro lado, con la intención de configurar una ruta comercial que uniese Angola y Mozambique los nombró el 5 de noviembre del mismo año para hacer los reconocimientos y exploraciones necesarios. La elección de dos oficiales navales para lograr esta importante misión se relaciona con el hecho de que se referían a territorios desconocidos, no cartografiados, en los que era necesario avanzar, usando los principios de la navegación marítima, tan familiares a estos exploradores.
Viaje
Entre 1884 y 1885, Capelo y Ivens realizaron una nueva exploración en África, primero entre la costa y la meseta de Huíla y luego a través del interior hasta Quelimane, en Mozambique. Una vez hechos los preparativos, el viaje comenzó en Porto Pinda, en el sur de Angola, en marzo de 1884. Después de una incursión de Roberto Ivens por el río Curoca, el grupo se reunió en Moçamedes para la salida definitiva en abril de ese año.
Fueron catorce meses de infierno en el interior de África, durante los cuales el hambre, el frío, los animales salvajes y la mosca tsé-tsé pusieron en permanente riesgo la vida de los exploradores y su séquito. Las constantes deserciones y la enfermedad y muerte de los porteadores aumentaron el peligro y la incertidumbre. Se perdieron durante cuarenta y dos días a través de un terreno pantanoso, bajo condiciones climáticas difíciles, sin caminos y sin gente cerca. Se les dio por muertos o perdidos, pues no se tuvo noticias de ellos durante casi un año. A lo largo de todo el viaje, Roberto Ivens escribió, dibujó, hizo bocetos y recopiló cartas, mientras que Hermenegildo Capelo coleccionó especímenes de plantas, rocas y animales. En junio de 1885 la expedición llegó finalmente a Quelimane (Mozambique), habiendo logrado los objetivos definidos por el gobierno.
Durante el viaje recorrieron más de 8.300 kilómetros y se realizaron numerosas determinaciones geográficas y observaciones magnéticas. Además de establecer la deseada conexión por tierra entre las costas de Angola y Mozambique, exploraron las vastas regiones interiores situadas entre estos dos territorios, y lo relataron en un libro en dos volúmenes llamado De Angola à Contra-Costa.

## Otros cargos
Posteriormente, Brito Capelo fue nombrado para otras misiones, como la de vicepresidente del Instituto Ultramarino, del que fue primer presidente la reina doña Amélia. Fue ayudante de campo de los reyes D. Luís, D. Carlos y jefe de la casa militar del rey D. Manuel II, ministro plenipotenciario de Portugal ante el sultán de Zanzíbar, organizador de un mapa geográfico de la provincia de Angola, delegado del Gobierno en el Congreso de Bruselas y presidente del comisión de cartografía. Capelo fue ascendido al grado de contraalmirante en mayo de 1902 y a vicealmirante en enero de 1906. Muy dedicado al rey Manuel II, lo acompañó al partir al exilio el 5 de octubre de 1910. El 24 de ese mes, al solicitar la renuncia, terminó su carrera militar.

## Reconocimientos

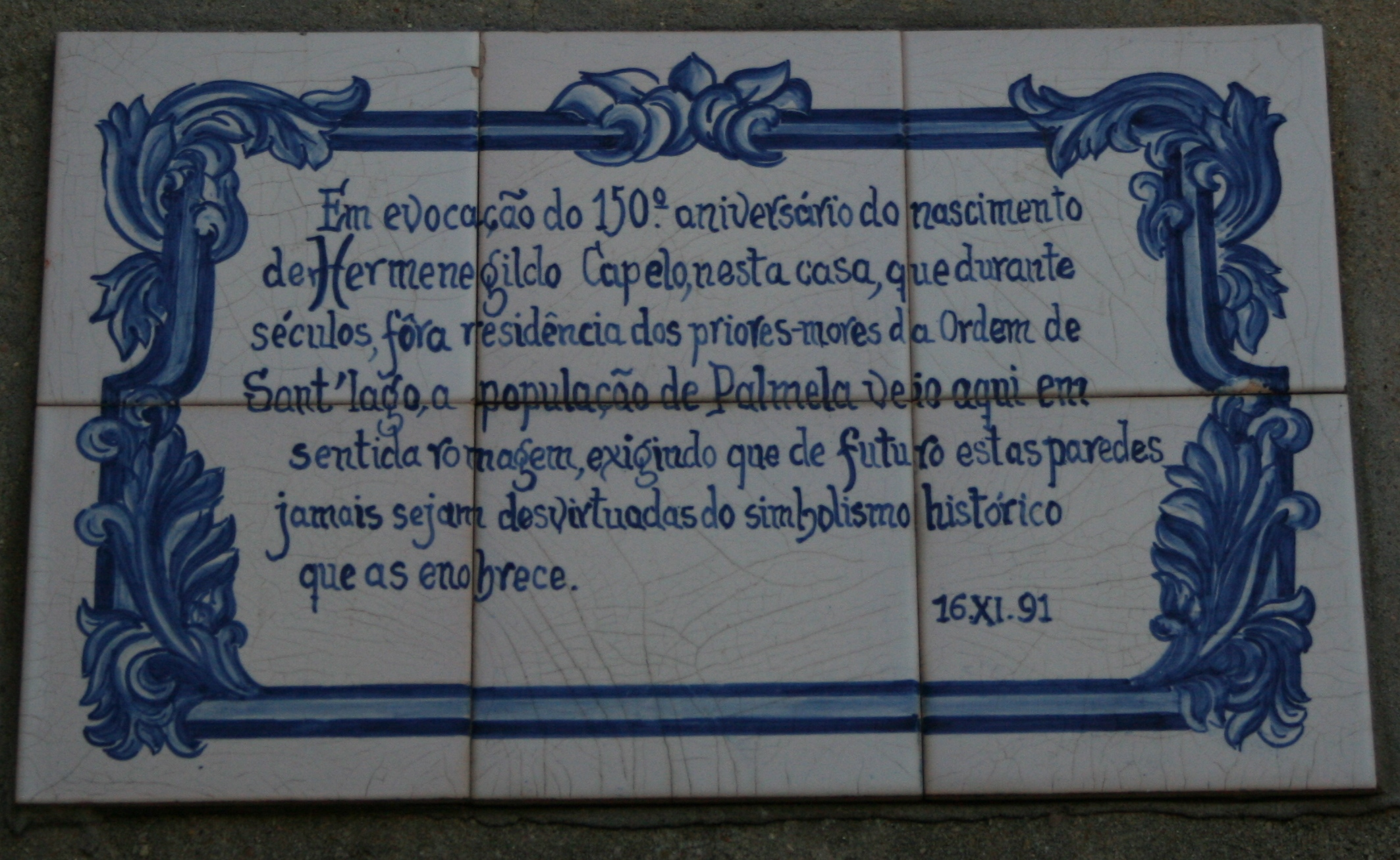
Placa conmemorativa colocada en la casa en la que nació, en Palmela

A lo largo de su carrera, Hermenegildo Capelo recibió, entre otros, las siguientes distinciones:
- Caballero gran cruz de la Orden de Santiago de la Espada.
- Caballero gran cruz de la Orden de Avis.
- Gran collar de la Orden de la Torre y la Espada.
- Gran cruz de la Legión de Honor de Francia.
- Caballero gran cruz de la Real Orden Victoriana de Gran Bretaña e Irlanda.
- Gran cruz de la Orden del Mérito Naval de España.
- Caballero gran cruz de la Orden de San Estanislao de Rusia.
- Gran cruz de la Orden de la Estrella Negro de Alemania.

## Libros y obras publicadas
- Capello, Hermenegildo Carlos de Brito; Roberto Ivens (1881). De Benguela às Terras de Iaca : descrição de uma viagem na Africa Central e Ocidental 2. Lisboa: Imprensa Nacional. OCLC 14372737. Consultado el 3 de junio de 2014.
- Capello, Hermenegildo Carlos de Brito; Roberto Ivens (1886). De Angola á contra-costa; : descripção de uma viagem atravez do continente africano 2. Lisboa: Imprensa Nacional. OCLC 2370029. Consultado el 3 de junio de 2014.